# Herb Kurozwęk
Herb Kurozwęk i dawnej gminy Kurozwęki, przedstawia białego koguta o złotym orężu, obróconego w prawo, w czerwonym polu tarczy. Kogut będący godłem herbowym Kurozwęk, zwany w języku staropolskim kurem, znajduje się również na pieczęci miejskiej Kurozwęk z XVI wieku. Pieczęć ta, przechowywana w archiwum gminnym, przedstawia opisaną tu tarczę herbową z godłem, zamieszczoną wewnątrz  otaczającego ją napisu: "SIGI(LLVM) CIV(IVM DE) KVROZ (WANKI)". Istnieje ponadto jeszcze drugi tłok pieczętny, pochodzącej z XVIII wieku piczęci miejskiej Kurozwęk, wyobrażający w owalnej tarczy kogut z głową zwróconą w prawą heraldycznie stronę, otoczonego wypisaną dookoła legendą: "SIGILVM OPPIDI KVROZ(WANKI)". 
Na temat kreacji starego miejskiego herbu z kogutem, nie można obecnie powiedzieć nic pewnego, poza tym że jego inspiracją mógł być polski herb rycerski noszący proklamę - Kur Biały.
Jako o herbie mówiącym, pisze o nim Henryk Seroka, wnioskując z mogącego mylić założenia, że skoro ów herb miejski, nie był powtórzeniem herbu rycerskiego Kurozwęckich - Poraja, to od innych rycerskich herbów wywodzić się chyba nie mógł.